# Élections municipales de 2021 à Longueuil
Les élections municipales de 2021 à Longueuil se sont déroulées le 7 novembre 2021.

## Contexte
Depuis les dernières élections municipales en 2017, la ville de Longueuil est dirigée par la mairesse Sylvie Parent. Chef d'Action Longueuil, cette dernière a été élue à la mairie de justesse en novembre 2017 par 110 voix de majorité, tout en échappant une majorité au conseil municipal. Action Longueuil a fait élire cinq conseillers, contre neuf pour le parti Longueuil citoyen et un pour Option Longueuil. L'opposition a ainsi formé la majorité du conseil de ville.
Le mandat a été marqué par plusieurs turbulences, autant du côté de l'administration de Sylvie Parent que de l'opposition. Les frictions entre la mairesse et l'opposition s'étirent sur quatre ans, causant plusieurs blocages au conseil de ville, marqué par les tensions partisanes. La mairesse perd deux de ses cinq conseillers, également membres du comité exécutif de la Ville, en l'espace de quelques mois : Éric Beaulieu, qui quitte la vie politique, et Colette Éthier, qui rejoint l'opposition. De son côté, Longueuil citoyen perd la conseillère Nathalie Boisclair dès décembre 2017. Cinq élus, Jean-François Boivin, Steve Gagnon, Jonathan Tabarah, Jacques Lemire et Jacques E. Poitras, claquent ensuite la porte en juin 2019, réduisant le nombre d'élus à trois. 
Longueuil citoyen rallie finalement en 2020 la conseillère Colette Éthier. Le parti fusionne également avec Option Longueuil et voit le conseiller Robert Myles, ainsi que les deux conseillers d'arrondissement de Greenfield Park, joindre ses rangs. Le parti traîne toutefois une lourde dette électorale, selon les données du Directeur général des élections du Québec.
Plusieurs dossiers marquent la fin du mandat de Sylvie Parent, dont l'augmentation de son salaire de mairesse, les chevreuils du parc Michel-Chartrand, où 15 sont initialement ciblés pour être abattus par la Ville pour des questions de surpopulation affectant la flore, ainsi que l'interdiction des feux de foyer extérieurs. Dans la foulée, mairesse reçoit des menaces de mort. Annonçant en janvier 2021 son intention de se représenter à la mairie, elle annonce finalement le mois suivant qu'elle quittera la vie politique au terme de son mandat.
Le 25 février 2021, la députée indépendante de Marie-Victorin à l'Assemblée nationale du Québec, Catherine Fournier, annonce être en réflexion au sujet d'une candidature à la mairie de Longueuil. Le 29 avril, elle annonce officiellement être candidate à la mairie ainsi que la formation d'un nouveau parti municipal, Coalition Longueuil.
Le 27 avril, le président de la Confédération des syndicats nationaux (CSN), Jacques Létourneau, annonce son intention de briguer la mairie sous la bannière d'Action Longueuil, dirigé par la mairesse sortante Sylvie Parent.
Le 15 mai, le parti Longueuil citoyen annonce la candidature à la mairie du président de l'Orchestre symphonique de Longueuil Jean-Marc Léveillé.
Le 21 juin, à la suite de la fusion entre deux nouveaux partis, Ensemble et Vert Longueuil, l'ex-chef de Longueuil citoyen Josée Latendresse, battue par Sylvie Parent lors des élections municipales de 2017, annonce qu'elle sera de nouveau candidate sous la bannière de Longueuil Ensemble.
Le 6 juillet, la Coalition Longueuil annonce qu'elle ne présentera pas de candidats dans l'arrondissement de Greenfield Park, préférant miser sur la collaboration et appuyer un parti local, Option Greenfield Park, dont le chef, Sylvain Joly, est un ex-conseiller d'arrondissement. La cheffe de la Coalition, Catherine Fournier, invite les autres candidats à la mairie à faire de même afin de voir une équipe unie face l'équipe du conseiller Robert Myles, de Longueuil Citoyen, dans cet arrondissement. Quelques heures plus tard, le parti Longueuil Ensemble indique également appuyer Option Greenfield Park et n'y présentera pas de candidats.
En juin 2021, le conseil de ville de Longueuil était représenté par les partis suivants : Action Longueuil (4 sièges), Longueuil citoyen (5 sièges), indépendants (7 sièges), vacant (1 siège).

## Candidats
Les candidatures en date du 3 juin 2021 sont les suivantes :
| Candidat           | Domaine professionnel | Parti | Parti               |
| ------------------ | --------------------- | ----- | ------------------- |
| Catherine Fournier | Politique québécoise  |       | Coalition Longueuil |
| Jacques Létourneau | Syndicalisme          |       | Action Longueuil    |
| Jean-Marc Léveillé | Ressources humaines   |       | Longueuil citoyen   |
| Josée Latendresse  | Affaires              |       | Longueuil Ensemble  |

| Parti | Parti                  | Candidats | Candidats                               | Total |
| Parti | Parti                  | Mairie    | Conseiller municipal / d'arrondissement | Total |
| ----- | ---------------------- | --------- | --------------------------------------- | ----- |
|       | Coalition Longueuil    | 1         | 14                                      | 15    |
|       | Action Longueuil       | 1         | 17                                      | 18    |
|       | Longueuil citoyen      | 1         | 17                                      | 18    |
|       | Longueuil Ensemble     | 1         | 14                                      | 15    |
|       | Option Greenfield Park | 0         | 3                                       | 3     |
|       | Indépendants           | 0         | 1                                       | 1     |
| Total | Total                  | 4         | 66                                      | 70    |

## Sondages
| Maison de sondage | Dernière date du sondage | Lien | Catherine Fournier | Jacques Létourneau | Jean-Marc Léveillé | Josée Latendresse | Guy Sauvé | Indécis | Marge d'erreur | Échantillon |
| ----------------- | ------------------------ | ---- | ------------------ | ------------------ | ------------------ | ----------------- | --------- | ------- | -------------- | ----------- |
| Mainstreet R.     | 29 mai 2021              | HTML | 30                 | 6                  | 6                  | 6                 | 6         | 43      | ± 4,0          | 604         |
| Mainstreet R.     | 25 août 2021             | HTML | 45                 | 9                  | 4                  | 10                | n/a       | 32      | ± 3,1          | 1012        |
| Mainstreet R.     | 20 octobre 2021          | HTML | 46                 | 9,6                | 11,1               | 10,7              | n/a       | 22,6    | ± 3,1          | 1022        |

## Résultats

### Mairie
- Mairesse sortante : Sylvie Parent

|                          | Catherine Fournier       | Coalition Longueuil      | 37 125  | 61,31 |  |  |
|                          | Josée Latendresse        | Longueuil Ensemble       | 11 251  | 18,58 |  |  |
|                          | Jean-Marc Léveillé       | Longueuil citoyen        | 8 449   | 13,95 |  |  |
|                          | Jacques Létourneau       | Action Longueuil         | 3 732   | 6,16  |  |  |
|                          |                          |                          |         |       |  |  |
| Suffrages exprimés       | Suffrages exprimés       | Suffrages exprimés       | 60 557  | 98,87 |  |  |
| Votes nuls               | Votes nuls               | Votes nuls               | 690     | 1,13  |  |  |
| Total                    | Total                    | Total                    | 61 247  | 100   |  |  |
| Abstention               | Abstention               | Abstention               | 118 603 | 65,95 |  |  |
| Inscrits / participation | Inscrits / participation | Inscrits / participation | 179 850 | 34,05 |  |  |

### Districts électoraux

#### Résumé
|                        |                        |                        |         |       |       |        |               |  |  |  |  |  |  |  |
| Parti                  | Parti                  | Candidats              | Voix    | %     | +/-   | Sièges | +/-           |  |  |  |  |  |  |  |
|                        | Coalition Longueuil    | 14                     | 33 361  | 55,34 | Nv.   | 13     | 13            |  |  |  |  |  |  |  |
|                        | Longueuil citoyen      | 17                     | 10 315  | 17,11 | 28,80 | 0      | 9             |  |  |  |  |  |  |  |
|                        | Longueuil Ensemble     | 14                     | 9 813   | 16,28 | Nv.   | 1      | 1             |  |  |  |  |  |  |  |
|                        | Action Longueuil       | 17                     | 4 767   | 7,91  | 29,79 | 0      | 5             |  |  |  |  |  |  |  |
|                        | Option Greenfield Park | 1                      | 1 993   | 3,31  | Nv.   | 1      | 1             |  |  |  |  |  |  |  |
|                        | Indépendants           | 1                      | 31      | 0,05  | -     | 0      | -             |  |  |  |  |  |  |  |
|                        |                        |                        |         |       |       |        |               |  |  |  |  |  |  |  |
| Suffrages exprimés     | Suffrages exprimés     | Suffrages exprimés     | 60 280  | 98,44 |       |        |               |  |  |  |  |  |  |  |
| Votes nuls             | Votes nuls             | Votes nuls             | 954     | 1,56  |       |        |               |  |  |  |  |  |  |  |
| Total                  | Total                  | Total                  | 61 234  | 100   | -     | 15     | en stagnation |  |  |  |  |  |  |  |
| Abstention             | Abstention             | Abstention             | 118 616 | 65,95 |       |        |               |  |  |  |  |  |  |  |
| Inscrits/Participation | Inscrits/Participation | Inscrits/Participation | 179 850 | 34,05 |       |        |               |  |  |  |  |  |  |  |

#### Le Vieux-Longueuil
| Candidat               | Candidat               | Parti                  | Voix   | %     |
| ---------------------- | ---------------------- | ---------------------- | ------ | ----- |
|                        | Marc-Antoine Azouz     | Coalition Longueuil    | 2 662  | 62,44 |
|                        | Marie-Josée Beaulieu   | Longueuil citoyen      | 872    | 20,46 |
|                        | Carole-Anne Lapierre   | Action Longueuil       | 384    | 9,01  |
|                        | Lydie Olga Ntap        | Longueuil Ensemble     | 345    | 8,09  |
|                        |                        |                        |        |       |
| Suffrages exprimés     | Suffrages exprimés     | Suffrages exprimés     | 4 263  | 98,66 |
| Votes blancs et nuls   | Votes blancs et nuls   | Votes blancs et nuls   | 58     | 1,34  |
| Total                  | Total                  | Total                  | 4 321  | 100   |
| Abstentions            | Abstentions            | Abstentions            | 6 874  | 61,40 |
| Inscrits/Participation | Inscrits/Participation | Inscrits/Participation | 11 195 | 38,60 |

| Candidat               | Candidat               | Parti                  | Voix   | %     |
| ---------------------- | ---------------------- | ---------------------- | ------ | ----- |
|                        | Lysa Bélaïcha          | Coalition Longueuil    | 2 491  | 52,03 |
|                        | Benoît L'Ecuyer        | Longueuil citoyen      | 1 751  | 36,57 |
|                        | Guy Sauvé              | Longueuil Ensemble     | 420    | 420   |
|                        | Robert Jr Samson       | Action Longueuil       | 126    | 2,63  |
|                        |                        |                        |        |       |
| Suffrages exprimés     | Suffrages exprimés     | Suffrages exprimés     | 4 788  | 99,03 |
| Votes blancs et nuls   | Votes blancs et nuls   | Votes blancs et nuls   | 47     | 0,97  |
| Total                  | Total                  | Total                  | 4 835  | 100   |
| Abstentions            | Abstentions            | Abstentions            | 5 786  | 54,48 |
| Inscrits/Participation | Inscrits/Participation | Inscrits/Participation | 10 621 | 45,52 |

| Candidat               | Candidat               | Parti                  | Voix   | %     |
| ---------------------- | ---------------------- | ---------------------- | ------ | ----- |
|                        | Jonathan Tabarah       | Coalition Longueuil    | 4 001  | 77,39 |
|                        | Claire Girard          | Longueuil Ensemble     | 540    | 10,44 |
|                        | Rima Choghri           | Longueuil citoyen      | 445    | 8,61  |
|                        | Jordan Simard          | Action Longueuil       | 184    | 3,56  |
|                        |                        |                        |        |       |
| Suffrages exprimés     | Suffrages exprimés     | Suffrages exprimés     | 5 170  | 98,80 |
| Votes blancs et nuls   | Votes blancs et nuls   | Votes blancs et nuls   | 63     | 1,20  |
| Total                  | Total                  | Total                  | 5 233  | 100   |
| Abstentions            | Abstentions            | Abstentions            | 5 461  | 51,07 |
| Inscrits/Participation | Inscrits/Participation | Inscrits/Participation | 10 694 | 48,93 |

| Candidat               | Candidat               | Parti                  | Voix   | %     |
| ---------------------- | ---------------------- | ---------------------- | ------ | ----- |
|                        | Rolande Balma          | Coalition Longueuil    | 1 402  | 60,67 |
|                        | Michel Lanctôt         | Longueuil citoyen      | 498    | 21,55 |
|                        | Farid Salem            | Longueuil Ensemble     | 220    | 9,52  |
|                        | Nadia Taillefer        | Action Longueuil       | 191    | 8,26  |
|                        |                        |                        |        |       |
| Suffrages exprimés     | Suffrages exprimés     | Suffrages exprimés     | 2 311  | 98,34 |
| Votes blancs et nuls   | Votes blancs et nuls   | Votes blancs et nuls   | 39     | 1,66  |
| Total                  | Total                  | Total                  | 2 350  | 100   |
| Abstentions            | Abstentions            | Abstentions            | 7 896  | 77,06 |
| Inscrits/Participation | Inscrits/Participation | Inscrits/Participation | 10 246 | 22,94 |

| Candidat               | Candidat               | Parti                  | Voix   | %     |
| ---------------------- | ---------------------- | ---------------------- | ------ | ----- |
|                        | Reine Bombo-Allara     | Coalition Longueuil    | 2 243  | 54,76 |
|                        | Xavier Léger           | Longueuil citoyen      | 1 245  | 30,40 |
|                        | Alain Riendeau         | Longueuil Ensemble     | 357    | 8,72  |
|                        | Pierre-Antoine Girard  | Action Longueuil       | 251    | 6,13  |
|                        |                        |                        |        |       |
| Suffrages exprimés     | Suffrages exprimés     | Suffrages exprimés     | 4 096  | 98,53 |
| Votes blancs et nuls   | Votes blancs et nuls   | Votes blancs et nuls   | 61     | 1,47  |
| Total                  | Total                  | Total                  | 4 157  | 100   |
| Abstentions            | Abstentions            | Abstentions            | 7 174  | 63,31 |
| Inscrits/Participation | Inscrits/Participation | Inscrits/Participation | 11 331 | 36,69 |

| Candidat               | Candidat               | Parti                  | Voix   | %     |
| ---------------------- | ---------------------- | ---------------------- | ------ | ----- |
|                        | Karl Ferraro           | Coalition Longueuil    | 1 981  | 58,91 |
|                        | Christian Bassong      | Longueuil citoyen      | 539    | 16,02 |
|                        | Tommy Théberge         | Action Longueuil       | 510    | 15,16 |
|                        | Nancy Decelles         | Longueuil Ensemble     | 333    | 9,90  |
|                        |                        |                        |        |       |
| Suffrages exprimés     | Suffrages exprimés     | Suffrages exprimés     | 3 363  | 98,39 |
| Votes blancs et nuls   | Votes blancs et nuls   | Votes blancs et nuls   | 55     | 1,61  |
| Total                  | Total                  | Total                  | 3 418  | 100   |
| Abstentions            | Abstentions            | Abstentions            | 8 904  | 72,26 |
| Inscrits/Participation | Inscrits/Participation | Inscrits/Participation | 12 322 | 27,74 |

| Candidat               | Candidat               | Parti                  | Voix   | %     |
| ---------------------- | ---------------------- | ---------------------- | ------ | ----- |
|                        | Carl Lévesque          | Coalition Longueuil    | 3 145  | 70,50 |
|                        | Cynthia Pothier        | Longueuil Ensemble     | 529    | 11,86 |
|                        | Chantal Parenteau      | Action Longueuil       | 457    | 10,24 |
|                        | Rose Marie DeSousa     | Longueuil citoyen      | 330    | 7,40  |
|                        |                        |                        |        |       |
| Suffrages exprimés     | Suffrages exprimés     | Suffrages exprimés     | 4 461  | 98,37 |
| Votes blancs et nuls   | Votes blancs et nuls   | Votes blancs et nuls   | 74     | 1,63  |
| Total                  | Total                  | Total                  | 4 535  | 100   |
| Abstentions            | Abstentions            | Abstentions            | 7 797  | 63,23 |
| Inscrits/Participation | Inscrits/Participation | Inscrits/Participation | 12 332 | 36,77 |

| Candidat               | Candidat               | Parti                  | Voix   | %     |
| ---------------------- | ---------------------- | ---------------------- | ------ | ----- |
|                        | Sylvain Larocque       | Coalition Longueuil    | 2 221  | 53,97 |
|                        | Éric Bouchard          | Action Longueuil       | 820    | 19,93 |
|                        | Hélène Bergeron        | Longueuil Ensemble     | 748    | 18,18 |
|                        | Nathalie Charbonneau   | Longueuil citoyen      | 326    | 7,92  |
|                        |                        |                        |        |       |
| Suffrages exprimés     | Suffrages exprimés     | Suffrages exprimés     | 4 115  | 98,37 |
| Votes blancs et nuls   | Votes blancs et nuls   | Votes blancs et nuls   | 68     | 1,63  |
| Total                  | Total                  | Total                  | 4 183  | 100   |
| Abstentions            | Abstentions            | Abstentions            | 7 287  | 63,53 |
| Inscrits/Participation | Inscrits/Participation | Inscrits/Participation | 11 470 | 36,47 |

| Candidat               | Candidat               | Parti                  | Voix   | %     |
| ---------------------- | ---------------------- | ---------------------- | ------ | ----- |
|                        | Marjolaine Mercier     | Coalition Longueuil    | 1 802  | 63,56 |
|                        | Colette Éthier         | Longueuil citoyen      | 524    | 18,48 |
|                        | Laurence Laberge       | Longueuil Ensemble     | 326    | 11,50 |
|                        | André Jr Martel        | Action Longueuil       | 183    | 6,46  |
|                        |                        |                        |        |       |
| Suffrages exprimés     | Suffrages exprimés     | Suffrages exprimés     | 2 835  | 97,72 |
| Votes blancs et nuls   | Votes blancs et nuls   | Votes blancs et nuls   | 66     | 2,28  |
| Total                  | Total                  | Total                  | 2 901  | 100   |
| Abstentions            | Abstentions            | Abstentions            | 8 865  | 75,34 |
| Inscrits/Participation | Inscrits/Participation | Inscrits/Participation | 11 766 | 24,66 |

#### Greenfield Park

##### Conseiller municipal
| Candidat               | Candidat               | Parti                  | Voix   | %     |
| ---------------------- | ---------------------- | ---------------------- | ------ | ----- |
|                        | Sylvain Joly           | Option Greenfield Park | 1 993  | 48,21 |
|                        | Robert Myles           | Longueuil citoyen      | 1 808  | 43,73 |
|                        | Caroline Labelle       | Action Longueuil       | 333    | 8,06  |
|                        |                        |                        |        |       |
| Suffrages exprimés     | Suffrages exprimés     | Suffrages exprimés     | 4 134  | 96,93 |
| Votes blancs et nuls   | Votes blancs et nuls   | Votes blancs et nuls   | 131    | 3,07  |
| Total                  | Total                  | Total                  | 4 265  | 100   |
| Abstentions            | Abstentions            | Abstentions            | 7 878  | 64,88 |
| Inscrits/Participation | Inscrits/Participation | Inscrits/Participation | 12 143 | 35,12 |

##### Conseillers d'arrondissement
| Candidat               | Candidat               | Parti                  | Voix   | %     |
| ---------------------- | ---------------------- | ---------------------- | ------ | ----- |
|                        | Susan Rasmussen        | Option Greenfield Park | 2 128  | 52,02 |
|                        | Peter Doonan           | Longueuil citoyen      | 1 624  | 39,70 |
|                        | Donald Gagnon          | Action Longueuil       | 339    | 8,29  |
|                        |                        |                        |        |       |
| Suffrages exprimés     | Suffrages exprimés     | Suffrages exprimés     | 4 091  | 95,88 |
| Votes blancs et nuls   | Votes blancs et nuls   | Votes blancs et nuls   | 176    | 4,12  |
| Total                  | Total                  | Total                  | 4 267  | 100   |
| Abstentions            | Abstentions            | Abstentions            | 7 876  | 64,86 |
| Inscrits/Participation | Inscrits/Participation | Inscrits/Participation | 12 143 | 35,14 |

| Candidat               | Candidat               | Parti                  | Voix   | %     |
| ---------------------- | ---------------------- | ---------------------- | ------ | ----- |
|                        | Eric Normandin         | Option Greenfield Park | 2 099  | 51,23 |
|                        | Wade Wilson            | Longueuil citoyen      | 1 703  | 41,57 |
|                        | Claude Cornellier      | Action Longueuil       | 295    | 7,20  |
|                        |                        |                        |        |       |
| Suffrages exprimés     | Suffrages exprimés     | Suffrages exprimés     | 4 097  | 96,04 |
| Votes blancs et nuls   | Votes blancs et nuls   | Votes blancs et nuls   | 169    | 3,96  |
| Total                  | Total                  | Total                  | 4 266  | 100   |
| Abstentions            | Abstentions            | Abstentions            | 7 877  | 64,87 |
| Inscrits/Participation | Inscrits/Participation | Inscrits/Participation | 12 143 | 35,13 |

#### Saint-Hubert
| Candidat               | Candidat               | Parti                  | Voix   | %     |
| ---------------------- | ---------------------- | ---------------------- | ------ | ----- |
|                        | Jacques Lemire         | Longueuil Ensemble     | 1 754  | 51,53 |
|                        | José Lemay-Leclerc     | Coalition Longueuil    | 1 249  | 36,69 |
|                        | Angélique Allara       | Longueuil citoyen      | 217    | 6,37  |
|                        | Gabriela Quiroz        | Action Longueuil       | 184    | 5,41  |
|                        |                        |                        |        |       |
| Suffrages exprimés     | Suffrages exprimés     | Suffrages exprimés     | 3 404  | 98,52 |
| Votes blancs et nuls   | Votes blancs et nuls   | Votes blancs et nuls   | 51     | 1,48  |
| Total                  | Total                  | Total                  | 3 455  | 100   |
| Abstentions            | Abstentions            | Abstentions            | 9 984  | 74,29 |
| Inscrits/Participation | Inscrits/Participation | Inscrits/Participation | 13 439 | 25,71 |

| Candidat               | Candidat               | Parti                  | Voix   | %     |
| ---------------------- | ---------------------- | ---------------------- | ------ | ----- |
|                        | Geneviève Héon         | Coalition Longueuil    | 2 517  | 57,04 |
|                        | Suzanne Lachance       | Longueuil Ensemble     | 798    | 18,08 |
|                        | Claudia Beaudin        | Longueuil citoyen      | 610    | 13,82 |
|                        | Amélie Gilbert         | Action Longueuil       | 488    | 11,06 |
|                        |                        |                        |        |       |
| Suffrages exprimés     | Suffrages exprimés     | Suffrages exprimés     | 4 413  | 98,20 |
| Votes blancs et nuls   | Votes blancs et nuls   | Votes blancs et nuls   | 81     | 1,80  |
| Total                  | Total                  | Total                  | 4 494  | 100   |
| Abstentions            | Abstentions            | Abstentions            | 8 646  | 65,80 |
| Inscrits/Participation | Inscrits/Participation | Inscrits/Participation | 13 140 | 34,20 |

| Candidat               | Candidat               | Parti                  | Voix   | %     |
| ---------------------- | ---------------------- | ---------------------- | ------ | ----- |
|                        | Affine Lwalalika       | Coalition Longueuil    | 2 294  | 52,28 |
|                        | Jacques E. Poitras     | Longueuil Ensemble     | 1 611  | 36,71 |
|                        | Enrique Fredes         | Longueuil citoyen      | 256    | 5,83  |
|                        | Hélène Côté            | Action Longueuil       | 227    | 5,17  |
|                        |                        |                        |        |       |
| Suffrages exprimés     | Suffrages exprimés     | Suffrages exprimés     | 4 388  | 98,87 |
| Votes blancs et nuls   | Votes blancs et nuls   | Votes blancs et nuls   | 50     | 1,13  |
| Total                  | Total                  | Total                  | 4 438  | 100   |
| Abstentions            | Abstentions            | Abstentions            | 8 204  | 64,89 |
| Inscrits/Participation | Inscrits/Participation | Inscrits/Participation | 12 642 | 35,11 |

| Candidat               | Candidat                       | Parti                  | Voix   | %     |
| ---------------------- | ------------------------------ | ---------------------- | ------ | ----- |
|                        | Alvaro Cueto                   | Coalition Longueuil    | 2 829  | 68,78 |
|                        | Yves Mbattang                  | Longueuil Ensemble     | 582    | 14,14 |
|                        | Stéphane Desjardins            | Longueuil citoyen      | 442    | 10,74 |
|                        | Guillaume Lemay Therrien       | Action Longueuil       | 232    | 5,64  |
|                        | Roxanne Melissa Guerra-Lacasse | Indépendante           | 31     | 0,75  |
|                        |                                |                        |        |       |
| Suffrages exprimés     | Suffrages exprimés             | Suffrages exprimés     | 4 116  | 98,61 |
| Votes blancs et nuls   | Votes blancs et nuls           | Votes blancs et nuls   | 58     | 1,39  |
| Total                  | Total                          | Total                  | 4 174  | 100   |
| Abstentions            | Abstentions                    | Abstentions            | 8 493  | 67,05 |
| Inscrits/Participation | Inscrits/Participation         | Inscrits/Participation | 12 667 | 32,95 |

| Candidat               | Candidat               | Parti                  | Voix   | %     |
| ---------------------- | ---------------------- | ---------------------- | ------ | ----- |
|                        | Nathalie Delisle       | Coalition Longueuil    | 2 524  | 57,07 |
|                        | Jean-François Boivin   | Longueuil Ensemble     | 1 250  | 28,26 |
|                        | William Sauvé          | Longueuil citoyen      | 452    | 10,22 |
|                        | Pierre Cayer           | Action Longueuil       | 197    | 4,45  |
|                        |                        |                        |        |       |
| Suffrages exprimés     | Suffrages exprimés     | Suffrages exprimés     | 4 423  | 98,84 |
| Votes blancs et nuls   | Votes blancs et nuls   | Votes blancs et nuls   | 52     | 1,16  |
| Total                  | Total                  | Total                  | 4 475  | 100   |
| Abstentions            | Abstentions            | Abstentions            | 9 367  | 67,67 |
| Inscrits/Participation | Inscrits/Participation | Inscrits/Participation | 13 842 | 32,33 |